# Kriegsgefangenenlager 5110/48 Woikowo
Das Kriegsgefangenenlager 5110/48 Woikowo war ein Lager der UdSSR für Kriegsgefangene aus der gegnerischen Generalität des Zweiten Weltkriegs. Das Lager befand sich in Tschernzy in der Oblast Iwanowo rund 300 km nordöstlich von Moskau zwischen den Flüssen Wolga und Kljasma inmitten des Osteuropäischen Tieflands. Es bestand von 1943 bis 1955.

## Umfang der Internierung
Rund 400 deutsche, japanische, ungarische, italienische und rumänische Offiziere wurden insgesamt in das Generalslager Woikowo (5110/48) verbracht.
Am 3. Juli 1943 wurden die ersten Generäle, die während der Schlacht von Stalingrad gefangen genommen wurden, ins Lager eingeliefert. Der ranghöchste unter ihnen war Generalfeldmarschall Friedrich Paulus. Nach den Niederlagen der Wehrmacht in Kursk (Unternehmen Zitadelle), dem Baltikum (Baltische Operation) und in Weißrussland (Operation Bagration) gerieten zwischen 1944 und 1945 immer mehr deutsche Generäle in sowjetische Kriegsgefangenschaft und wurden in das Lager überführt.
Nach der bedingungslosen Kapitulation der Wehrmacht am 7. Mai 1945 wurden hier 185 weitere deutsche Wehrmachtsgeneräle interniert.

### Internierte Offiziere (Auswahl)
Kriegsgefangene im Lager waren:
| | |
| - Wilhelm Adam (1893–1978), Generalmajor - Friedrich Altrichter (1890–1948), Generalleutnant - Oskar Audörsch (1898–1991), Generalmajor - Leopold Graf Fugger von Babenhausen (1893–1966), Generalmajor - Hans Baur (1897–1993), SS-Gruppenführer, Generalleutnant der Waffen-SS und der Polizei - Ehrenfried Oskar Boege (1889–1965), General der Infanterie - Ernst Bormann (1897–1960), Generalmajor - Walter Brehmer, General - Alexander Conrady (1903–1983), Generalmajor - Rudolf August Demme (1894–1975), Generalmajor - Wilhelm Eckhold (oder Eckold), SS-Obersturmführer - Sigismund von Falkenstein (1903–1972), Generalmajor - Friedrich Foertsch (1900–1976), Generalleutnant - Alfred Gause (1896–1967), Generalleutnant - Erwin Gerlach (1894–1957), Generalmajor - Karl-Hans Giese (1904–1980), Generalmajor - Günther Horstmann (1894–1993), Konteradmiral - Otto Korfes (1889–1964), Generalmajor - Richard Kretzer, Generalmajor - Wilhelm Kries (1887–1953), Generalveterinär der Polizei - Wilhelm Kunze (1894–1960), Generalmajor - Arno von Lenski (1893–1986), Generalleutnant - Gustav Lombard (1895–1992), Generalmajor der Waffen-SS - Alfons Luczny (1894–1985), Generalleutnant der Luftwaffe | - Werner Marcks (1896–1967), Generalleutnant - Wilhelm Mohnke (1911–2001), Generalmajor der Waffen-SS - Dietrich-Ernst von Müller, Generalleutnant - Kurt-Peter Müller (1894–1993), Generalmajor der Waffen-SS - Friedrich Paulus (1890–1957), Generalfeldmarschall - Karl Pfeffer-Wildenbruch (1888–1971), SS-Obergruppenführer und General der Waffen-SS sowie General der Polizei - Richard Reimann (1892–1970), General der Flakartillerie der Luftwaffe - Willi Reitel, Generalleutnant - Hans Ritter (1893–1991), General der Flieger der Luftwaffe - Friedrich Roske, Generalmajor - Franz Sattler, Generalleutnant - Dietrich von Saucken (1892–1980), General der Panzertruppe - Werner Schartow, Generalleutnant - Arthur Schmidt (1895–1987), Generalleutnant - Walther von Seydlitz-Kurzbach (1888–1976), General der Artillerie - Ernst Sieler (1893–1983), Generalleutnant - Karl Spalcke (1891–1967), Generalmajor - Karl Strecker (1884–1973), General der Infanterie - Gottfried Weber (1899–1958), Generalleutnant - Otto Weber, Generalmajor - Hans Wesemann, Generalarbeitsführer - Hans Wulz (1893–1975), Generalmajor - Rudolf Wuttmann, General der Artillerie |

Deutsche Kriegsgefangene, die im Lager verstarben, wurden auf dem deutschen Soldatenfriedhof in Tschernzy beigesetzt. Darunter befanden sich:
| | |
| - Wilhelm Kries (1887–1953), Generalveterinär der Polizei - Erwin Barends (1880–1952), Generalmajor - Louis Tronnier (1897–1952), Generalmajor - Paul Stoewer (1890–1953), Generalleutnant - Friedrich Bayer (1887–1953), Generalleutnant - Gerhard Medem (1893–1953), Generalleutnant - Walter von Boltenstern (1889–1952), Generalleutnant - Friedrich Niehuus (1898–1951), Generalmajor - Karl Wilhelm Specht (1894–1953), General der Infanterie - Gerd-Paul von Below (1892–1953), Generalmajor - Rudolf Noack (1890–1954), Generalmajor - Hans Busch (1887–1951), Generalmajor | - Ernst Rühe (1891–1951), Generalarzt - Wilhelm Runge (1888–1954), Generalmajor - Heinrich-Anton Deboi (1893–1955), Generalleutnant - Friedrich Hochbaum (1894–1955), General der Infanterie - Wilhelm von Stubenrauch (1887–1950), Generalleutnant - Hans Boeckh-Behrens (1898–1955), Generalleutnant - Anton Eberth (1888–1955), Generalmajor - Hans-Joachim Baurmeister (1898–1950), Generalmajor - Heinz Thoma (1891–1948), Generalleutnant - Otto Ullmann (1899–1955), Generalmajor - Reiner Stahel (1892–1955), Generalleutnant - Max Pfeffer (1883–1955), General der Artillerie |

|  |

## Haftbedingungen
Ziel des federführenden Innenministeriums der UdSSR (NKWD) und damit des Instituts 99 war es, die internierte Generalität zum Eintritt in den Bund Deutscher Offiziere zu gewinnen, mit dessen Hilfe deutsche Soldaten zum Überlaufen und zum Kampf gegen die Hitler-Diktatur bewegt werden sollten. Gemäß dem russischen Historiker Sergej Totschenow wurde den Offizieren daher der Aufenthalt im Lager relativ angenehm gestaltet.
Zur Unterbringung wurde ein „alte[s] Gutshaus mit großen und hohen alten Räumen“ als Schlaf- und Wohnzimmer genutzt. Um 6.30 Uhr wurde aufgestanden, um 22.30 Uhr begann die Nachtruhe. Frühstück gab es um 8 Uhr, Mittagessen um 13 Uhr. Die täglichen Mahlzeiten der Gefangenen beinhalteten 3500 kcal. Ihre freie Zeit durften sich die Lagerbewohner selbst einteilen, viele betätigten sich als Gärtner und Gemüsezüchter oder arbeiteten in den Tischlerwerkstätten. Viele Gefangene unternahmen Spaziergänge durch den Park des Lagergeländes oder lasen Bücher, die unter anderem auch aus der Lenin-Bibliothek in Moskau entliehen werden konnten, andere erlernten die russische Sprache. Es wurden regelmäßig Kinovorführungen abgehalten, ebenso wie musikalische Abende mit Klavier, Gitarre und Geige.
Mit den Gefangenen wurden lange Gespräche geführt. In allen Zimmern waren Abhöranlagen installiert, die Ordonnanzen der Gefangenen informierten die Mitarbeiter des NKWD regelmäßig. Zwischen 1943 und 1944 konnten etwa zehn Generäle zum Eintritt in den Bund Deutscher Offiziere überzeugt werden, woraufhin sie das Lager verlassen konnten. Zu ihnen gehörten Otto Korfes, Arno von Lenski und die später wegen Kriegsverbrechen von sowjetischen Militärtribunalen (SMT) verurteilten Walther von Seydlitz-Kurzbach und Hans Wulz.

## Ende der Kriegsgefangenschaft
Ende 1948 waren fast alle Generäle der italienischen und ungarischen Armee sowie zum Teil der Generale mit österreichischer Herkunft entlassen worden. Einundvierzig deutsche Generäle hatten die SMT nach Kriegsende bis 1947 wegen Kriegsverbrechen zu langjährigen Haftstrafen verurteilt, darunter Insassen des Lagers, die zur Strafverbüßung in den Gulag gekommen waren. Durch die zwischen Bundeskanzler Konrad Adenauer und Ministerpräsident Nikolai Bulganin 1955 getroffenen Vereinbarungen konnten bis Ende des Jahres auch 150 Generäle aus der Kriegsgefangenschaft wie auch die Verurteilten über das Lager Woikowo nach der Bundesrepublik Deutschland, der Deutschen Demokratischen Republik oder Österreich  heimkehren. Das Lager wurde danach aufgelöst.
Vor der Abfahrt erhielten die aus Woikowo Freigelassenen einen „teuren [blauen Sonntags-]Anzug mit Krawatte, Mantel, Chromlederschuhe, Filzhut und zwei Paar Unterwäsche. Jedem wurde ein Verpflegungspaket für vier Tage ausgehändigt: geräucherte Wurst, Öl, Käse, Rauchtabak, Kaviar, Konfekt“. An der Durchgangsstation Moskau wartete eine Stadtrundfahrt auf die Offiziere. Einige wurden gebeten, sich in ein Gästebuch einzutragen.